# ウンベルト1世暗殺事件
ウンベルト1世暗殺事件は、1900年7月29日日曜日、ウンベルト1世のモンツァ公式訪問中に、無政府主義者のガエタノ・ブレーシによって行われた暗殺事件。

## 背景

### 過去の国王暗殺未遂事件
1878年1月9日、父ヴィットーリオ・エマヌエーレ2世の跡を継いだウンベルト1世は、たちまち無政府主義者たちの格好の標的となった。即位からわずか10か月後の1878年11月17日、彼は最初の暗殺未遂事件に見舞われた。
妻、息子、首相ベネデット・カイローリと共にナポリを訪れていたところ、ルカニア出身の無政府主義者、ジョヴァンニ・パッサンナンテに突然ナイフで襲われたが、国王の殺害には至らなかった。パッサンナンテは国王を殺そうとした時、「オルシーニ万歳、共和国万歳」と叫んだ。
国王はなんとか身を守ったが、ジョヴァンニを阻止しようとしたベネデット首相は太腿を負傷した。
この暗殺未遂事件は、ジョヴァンニを支持する者と反対する者双方の抗議行動を引き起こし、法執行機関と無政府主義者の間で衝突が起こった。国王暗殺未遂事件の後、当時の警察署長ルイジ・ベルティは1ヶ月後に辞任を余儀なくされた。パッサンナンテは後に終身刑を宣告され、刑務所に移送されたが、そこで深刻な精神疾患を発症し、1910年に自殺した。
1897年4月22日、国王はローマで二度目の暗殺未遂に遭った。国王がカパネッレ競馬場にいた時、無政府主義者のピエトロ・アッチャリートがナイフを持って国王の馬車に襲いかかった。国王は手に持っていた武器にすぐに気づき、ピエトロの攻撃を躱し、無傷で済んだ。ピエトロは国王を乗せた馬車にかすり傷をつけた後に立ち去ったが、50メートルほど歩いたところで逮捕された。
ピエトロはその後、終身刑を宣告された。ジョヴァンニと同様に、その判決はピエトロの精神状態に深刻な影響を与えた。

### ミラノでの暴動

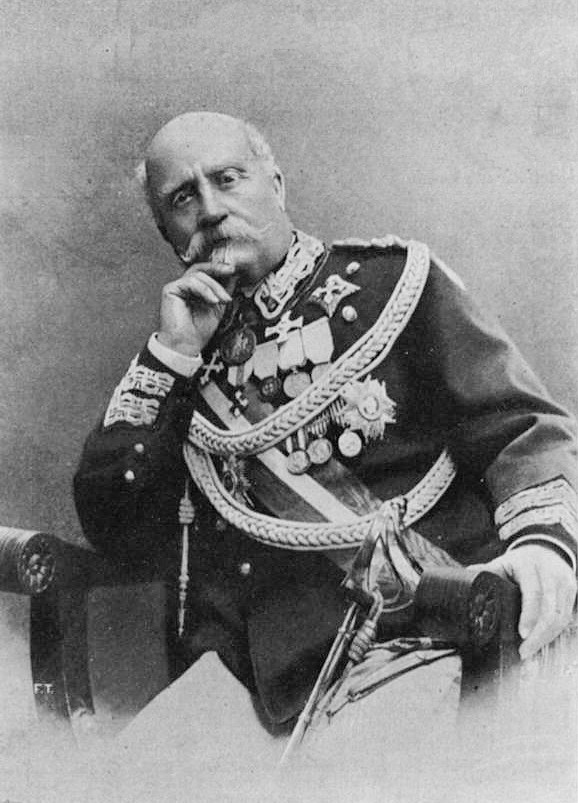
フィオレンツォ・ベッカリース将軍

1898年5月6日から8日にかけて、ミラノの人々は労働条件と前月までのパン価格の高騰に抗議するため暴動を起こした。アントニオ・ルディニ政権は戒厳令を宣言し、フィオレンツォ・バーヴァ・ベッカーリス将軍に反乱鎮圧の全権を与えた。結果、暴動は鎮圧され、住民88人が死亡、400人が負傷した。
ミラノ暴動の後、6月5日にベッカリースは国王からサヴォイア群青勲章大十字騎士を授与され、7月4日には元老院議員に任命された。暴動の鎮圧、ベッカリースへの勲章授与と元老院議員への指名は、一部の国民に激しい憤りを引き起こした。

### 国王暗殺の準備
ガエタノ・ブレーシは1869年にトスカーナ州プラートで生まれた。彼は職場で搾取された経験から無政府主義に目覚め、1892年に警察侮辱の罪で逮捕された。1897年、彼はアメリカ合衆国ニュージャージー州ホーボーケンに移住し、平日はニュージャージー州パターソンで絹織工として働いた。
1900年2月27日、彼は国王暗殺のために、パターソンで5連発のハリントン&リチャードソン製「マサチューセッツ」モデルリボルバー（.38S&W口径）を購入した。この武器は現在ローマ犯罪学博物館に保存されている。
5月17日にニューヨークから出航し、5月26日にル・アーヴルで下船した。エルバ人1人とトレンティーノ人1人とともにパリ万博を訪れ、その後故郷のコイアーノ・ディ・プラートに戻り、7月18日までそこに滞在した後、サン・ピエトロにある妹の家へ移った。その後ボローニャに到着し、7月21日夕方にピアチェンツァ、7月24日にミラノに到着してゲストハウスに部屋を借り、7月27日にモンツァに到着して別の部屋を借り、ヴィラ・レアーレ周辺を探索し、襲撃当日までの王室の動向を尋ね始めた。

## 事件当時の出来事
国王はマッテオ・ダ・カンピオーネ通りにあるフォルティ・エ・リベリ体操クラブでの体操の競技会に招待されていた。馬車で到着し、体操の演技とドラギーノ教授の表彰式を観覧した後、午後9時30分に馬車で出発する予定だった。
正面玄関から出てきた時、ブレーシが近づき、拳銃を3発発砲。国王は顔と喉を撃たれた。
その後、ブレーシはカラビニエリに捕らえられた。